# Sirish Gurung
Sirish Gurung, född 11 augusti 1998, är en nepalesisk simmare.
Gurung tävlade för Nepal vid olympiska sommarspelen 2016 i Rio de Janeiro, där han blev utslagen i försöksheatet på 100 meter frisim.